# Slagmolen (Ellikom)
De Slagmolen is een watermolen die zich oorspronkelijk te Ellikom bevond, en gelegen was op de Abeek, aan de Reppelerweg. Deze molen bevindt zich sinds 1963 in het Openluchtmuseum Bokrijk. De molen fungeerde als oliemolen.
De molen moet in 1702 al hebben bestaan. Op het kroonrad staat te lezen: Anno 1702 den 15 mei heeft meester P.I. dit gemack, doch dit jaartal heeft betrekking op het rad, niet op de molen.
Nog tijdens de Tweede Wereldoorlog werd er olie geslagen in deze molen. Het bleef een in vakwerkbouw uitgevoerde molen, die nimmer werd versteend. In 1960 werd ze aangekocht door de Syndicale Kamer van de Bouwnijverheid en aan het Openluchtmuseum Bokrijk geschonken. Ze werd voorzichtig afgebroken en in Bokrijk weer opgebouwd. De houten mechanische onderdelen, waaronder het rad, werden vernieuwd. In 1963 kwam de verplaatsing gereed.
Probleem in Bokrijk is, dat er te weinig water voorhanden is om de molen te laten draaien.